# Gaston Darbour
Gaston Charles Guillaume Darbour, né le 20 mai 1869 à Sedan et mort le 20 septembre 1964  à Menton, est un artiste peintre, dessinateur, graveur et illustrateur français, lié au style Art nouveau.

## Biographie

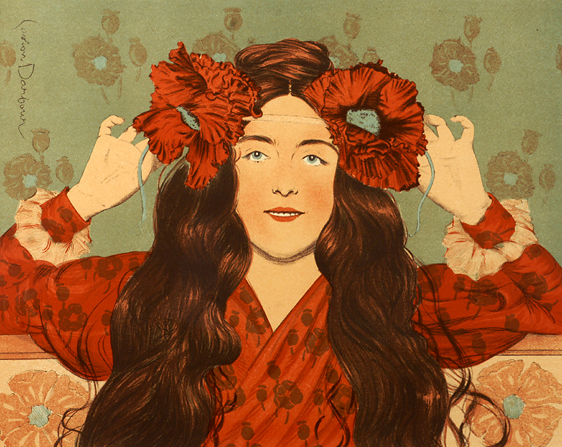
Jeune fille aux coquelicots, lithographie de Gaston Darbour pour L'Estampe moderne (1897).

Il est le fils de Joseph Alfred Darbour, peintre et de Adèle Charlotte Poirier et le frère de Valentine Merelli qui lui sert de modèle pour illustrer le livre de Paul Adam, l'Année de Clarisse.
Dès l'âge de 14 ans, Gaston Darbour s'intéresse aux arts graphiques : inquiets, ses parents l'envoient effectuer divers séjours en Allemagne, en Angleterre et en Autriche, dans l'espoir qu'il renonce à cette passion.
Âgé de 20 ans, il s'inscrit aux Beaux-arts de Paris, dans les ateliers de Lefebvre et Benjamin-Constant d'où il ressort déçu. Un ami lui montre le travail de Félicien Rops : le jeune homme, fasciné, décide alors de se tourner vers la gravure et le graphisme.
Nullement pressé de vivre de son art, il part s'installer pour travailler au château d'Uzos, à quelques kilomètres de Pau, tout en exposant régulièrement à la Société nationale des beaux-arts.
1897 semble voir débuter véritablement sa carrière : la revue L'Estampe moderne publie quelques-unes de ses lithographies et il illustre divers ouvrages dont celui de Paul Adam, L’Année de Clarisse paru chez Paul Ollendorff et celui d'Auguste Germain, Chantez les baisers (Ed. Simonis Empis), puis, toujours chez Ollendorff, Celles qu'on ignore de Jeanne Marni (1899). Il illustre également divers ouvrages de bibliophilie d'Henri Beraldi.
Il collabore à la Revue de l'art ancien et moderne, La Revue septentrionale, L'Image, L'Humanité nouvelle, etc.

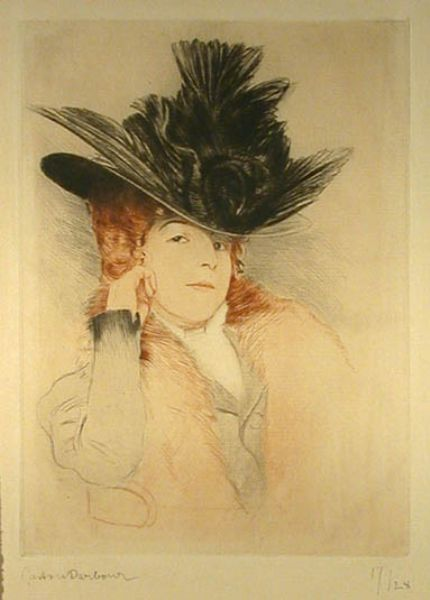
La Dame au Chapeau, pointe sèche en couleur (1912)

Gaston Darbour épousa la nièce du peintre Marcellin Desboutin.

## Collections publiques
- Bibliothèque nationale de France, Paris
- Musée des beaux-arts de Boston
- Musée des beaux-arts de Tourcoing, Tourcoing
- Galerie nationale d'Australie, Canberra
- Galerie nationale du Canada, Ottawa
- Université de Toronto, Toronto